# День Спраги
«День Спраги» (араб. ﻳﻮﻢ ﺍلعطش) — назва, яку отримала в арабській історіографії битва, що відбулась 724 року між тюркським Тюргеським каганатом та Омеядським халіфатом на берегах річки Яксарти у Трансоксанії (сучасний Таджикистан).

## Перебіг битви
Армія Омеядів під командуванням Мусліма ібн-Саїда аль-Кілабі проводила кампанію у Ферганській долині, коли до неї дійшла звістка про значне просування тюргешів. Араби одразу ж почали поспіхом відступати до Яксарти, але їх переслідувала тюргеська кіннота. Зрештою, за 11 днів, омеядська армія дісталась річки, де виявилась затиснутою між тюргешами та місцевими трансоксанськими князівствами. Проте, арабам вдалось прорватись і перетнути річку Худжанд. Поразка Омеядів призвела до краху мусульманського панування в регіоні, що до 740 року був спірною територією.